# Ziarul de Gardă
Ziarul de Gardă (stilizat ZdG) este un săptămânal independent din Republica Moldova, fondat de Alina Radu și Aneta Grosu la 29 iulie 2004 ca ediție de presă dedicată jurnalismului de investigație, care publică articole de demascare a actelor de corupție și de violare a drepturilor omului. Redacția produce o ediție săptămânală tipărită în română, încă una tipărită în rusă, pagini web în ambele limbi, emisiuni de radio și de televiziune, precum TV Reporter de Gardă, și conținut pe rețelele de socializare.
Ziarul de Gardă în limba română apare în fiecare zi de joi și are 24 de pagini color și alb-negru. Tirajul în anul 2018 a fost de peste 330.000 de exemplare, adică aproximativ 6.000 pe săptămână. Ediția tipărită de limbă rusă, lansată în anul 2015, apare săptămânal în fiecare zi de vineri, cu volumul de 12 pagini color și alb-negru. A avut în 2018 un tiraj de peste 70.000 de exemplare (aprox. 1.300 pe săptămână). ZdG este abonat în toate raioanele Republicii Moldova.
Site-ul web zdg.md este una dintre cele mai vechi ediții de presă online în limba română. În 2018, a avut 1,43 milioane de vizitatori.
Redacția ZdG este membră a Asociației Presei Independente, care face parte din  Asociația Mondială a Ziarelor și Producătorilor (WAN IFRA), iar colaboratorii redacției sunt membri ai organizațiilor profesionale naționale și internaționale, inclusiv Organizația Media din Europa de Sud-Est (SEEMO).

## Atacuri
În luna aprilie 2011, redacția Ziarului de Gardă a fost supusă unui atac de imagine. A fost tipărit și distribuit un ziar fals cu denumirea ZdC (G fiind înlocuit cu C), pe care erau tipărite însemnele ZdG. În ediția falsă au fost aduse atacuri politice murdare asupra unui partid, asupra primarului de Chișinău, totodată fiind promovată imaginea unor lideri din PLDM.
La 11 septembrie 2014, pagina electronică a fost blocată timp de câteva ore după publicarea articolului „Mitropolitul de milioane: Casa de lux și femeia din spatele ÎPS Vladimir”, incidentul fiind provocat de un presupus atac cibernetic.
La data de 4 mai 2017, a doua zi după pichetarea Parlamentului cu ocazia Zilei Mondiale a Libertății Presei, rețeaua de distribuție Moldpres, fără să vină cu un anunț oficial, nu a distribuit cititorilor și abonaților Ziarul de Gardă. În acea ediție erau incluse câteva articole de investigație care dezvăluiau afacerile ascunse ale unui șef de la CNA.

## Premii
Ziarul de Gardă și colaboratorii acestuia au fost distinși cu mai multe premii:
- 2006: Premiul I, categoria „Ziare”, oferit de PNUD Moldova – Codrean Irina[12]
- 2013: Premiul „Drivers of Change” oferit de „Free Press Unlimited”[13]
- 2013: Premiul Libertății, oferit de Institutul pentru Dezvoltare și Inițiative Sociale IDIS „Viitorul” – Alina Radu[14]
- 2015: Premiul I și Trofeul Secțiunii Producții Locale pentru cea mai bună lucrare – Alina Radu, ELITOCID LA PANTA DE SUS[15]
- Premii oferite de Asociația Presei Independente:
  - 2013: Premiul I „Cel mai bun reporter” – Olga Bulat[16]
  - 2013: Premiul I „Cea mai bună investigație jurnalistică” – Iurie Sanduța[16]
  - 2013: Premiul I „Ziarul cu cel mai bun design”[16]
  - 2014: Premiul I „Cea mai bună investigație jurnalistică” – Victor Moșneag[17]
  - 2014: Premiul I „Cea mai bună pagină web”[17]
- Premii oferite la gala „10 jurnaliști ai anului”:[18]
  - 2004: Presa scrisă – Aneta Grosu
  - 2005: Debutul anului – săptămânalul economic „ECO”
  - 2006: Presa scrisă – Aneta Grosu[19]
  - 2007: Speranța anului – Anastasia Nani[20]
  - 2009: Presa scrisă – Alina Radu[21]
  - 2010: Presa scrisă – Tatiana Ețco[22]
  - 2012: Presa scrisă – Victor Moșneag[23]
  - 2013: Presa scrisă – Iurie Sănduță[24]
  - 2017: Jurnalism responsabil și semnalarea problemelor de sistem – Alina Radu[25]
  - 2018: Emisiune TV/Radio – Marina Ciobanu, Viorica Tataru[26]